# Синицинська сільська рада
Сини́цинська сільська́ ра́да — адміністративно-територіальна одиниця та орган місцевого самоврядування в Кіровському районі Автономної Республіки Крим. Адміністративний центр — село Синицине.

## Загальні відомості
- Населення ради: 2 100 осіб (станом на 2001 рік)

## Населені пункти
Сільській раді підпорядковані населені пункти:
- с. Синицине
- с. Василькове
- с. Краснівка

## Склад ради
Рада складається з 16 депутатів та голови.
- Голова ради: Рябчич Іван Миколайович

### Керівний склад попередніх скликань
| Прізвище, ім'я, по батькові | Основні відомості                                                                       | Дата обрання | Дата звільнення |
| --------------------------- | --------------------------------------------------------------------------------------- | ------------ | --------------- |
| Ковтун Валерій Ілліч        | Сільський голова, 1946 року народження, безпартійний                                    | 26.03.2006   | 31.10.2010      |
| Рябчич Іван Миколайович     | Сільський голова, 1960 року народження, освіта середня спеціальна, член Партії регіонів | 31.10.2010   |                 |

Примітка: таблиця складена за даними сайту Верховної Ради України

### Депутати
За результатами місцевих виборів 2010 року депутатами ради стали:

#### За суб'єктами висування
| Суб'єкт висування           | Кількість обраних депутатів | %    |
| --------------------------- | --------------------------- | ---- |
| Партія регіонів             | 15                          | 93,8 |
| Комуністична партія України | 1                           | 6,3  |

#### За округами
| № округу                    | Прізвище, ім'я, по батькові    | Дата визнання обраним | Освіта             | Партійна приналежність            | Відомості про обраного депутата                                                              |
| --------------------------- | ------------------------------ | --------------------- | ------------------ | --------------------------------- | -------------------------------------------------------------------------------------------- |
| Комуністична партія України |                                |                       |                    |                                   |                                                                                              |
| 15                          | Ротарь Валентина Володимирівна | 01.11.2010            | середня            | член Комуністичної партії України | Васильківський сільський клуб, завідувачка                                                   |
| Партія регіонів             |                                |                       |                    |                                   |                                                                                              |
| 1                           | Гоголєва Тетяна Володимирівна  | 01.11.2010            | вища               | член Партії регіонів              | Синицинська загальноосвітня школа, директор                                                  |
| 2                           | Гусев Віктор Олександрович     | 01.11.2010            | середня            | член Партії регіонів              | приватний підприємець                                                                        |
| 3                           | Османов Наріман Іззетовіч      | 01.11.2010            | вища               | позапартійний                     | Синицинська загальноосвітня школа, вчитель фізичної культури                                 |
| 4                           | Кононенко Тетяна Миколаївна    | 01.11.2010            | середня            | член Партії регіонів              | Синицинська сільська рада, секретар                                                          |
| 5                           | Кудашова Ірина Іванівна        | 01.11.2010            | середня            | член Партії регіонів              | тимчасово не працює                                                                          |
| 6                           | Конєєва Людмила Валентинівна   | 01.11.2010            | вища               | член Партії регіонів              | Синицинська сільська рада, спеціаліст 2-категорії                                            |
| 7                           | Філяков Вячеслав Георгійович   | 01.11.2010            | середня            | позапартійний                     | приватний підприємець                                                                        |
| 8                           | Мезенцева Юлія Миколаївна      | 01.11.2010            | вища               | член Партії регіонів              | Кіровська районна рада, начальник фінансово-господарського відділу                           |
| 9                           | Герасін Віктор Миколайович     | 01.11.2010            | вища               | член Партії регіонів              | філія «Кіровського райавтодору», інженер-енергетик                                           |
| 10                          | Кононенко Петр Миколайович     | 01.11.2010            | середня            | член Партії регіонів              | Синицинська сільська рада, охоронець                                                         |
| 11                          | Конєєва Тетяна Володимирівна   | 01.11.2010            | вища               | член Партії регіонів              | редакція газети «Кіровець», заступник редактора по рекламі та веденню бухгалтерського обліку |
| 12                          | Лямін Мирон Агєєвич            | 01.11.2010            | середня            | член Партії регіонів              | пенсіонер                                                                                    |
| 13                          | Павловська Тетяна Георгіївна   | 01.11.2010            | середня            | член Партії регіонів              | приватний підприємець с. Краснівка                                                           |
| 14                          | Попов Микола Миколайович       | 01.11.2010            | середня            | член Партії регіонів              | пенсіонер                                                                                    |
| 16                          | Сейтумерова Сайбе Алієвна      | 01.11.2010            | середня спеціальна | позапартійна                      | пенсіонер                                                                                    |